# Колишовци
Колишòвци е село в Северна България, община Габрово, област Габрово.

## География
Село Колишовци се намира на около 11 km североизточно от центъра на град Габрово и 6 km югозападно от Дряново. Разположено е в източната част на платото Стражата, върху горист склон с общ наклон на югоизток. Надморската височина в северния край на Колишовци достига около 500 m, в югозападния намалява до около 480 m, а в югоизточния – до около 450 m. До село Колишовци води черен път от близкото село Костенковци на изток.
Населението на село Колишовци, наброявало 74 души при преброяването към 1934 г., намалява до 13 към 1965 г., а към 2001 г. остава без постоянно живеещо население. От 2014 г. по текущата демографска статистика за населението се съобщава наличие на такова население, като към 2019 г. то е 9 души.

## История
През 1995 г. дотогавашното населено място колиби Колишовци придобива статута на село..

## Население
Преброяване на населението през 2011 г.
Численост и дял на етническите групи според преброяването на населението през 2011 г.:
|                     | Численост | Дял (в %) |
| Общо                | 1         | 100,00    |
| Българи             | 0         | 0,00      |
| Турци               | 0         | 0,00      |
| Цигани              | 0         | 0,00      |
| Други               | 0         | 0,00      |
| Не се самоопределят | 0         | 0,00      |
| Неотговорили        | 0         | 0,00      |